# Cornus koehneana
Cornus koehneana är en kornellväxtart som beskrevs av Wangerin. Cornus koehneana ingår i släktet korneller, och familjen kornellväxter. Inga underarter finns listade i Catalogue of Life.